# Androsace obtusifolia
Androsace obtusifolia är en viveväxtart. Androsace obtusifolia ingår i släktet grusvivor, och familjen viveväxter.

## Underarter
Arten delas in i följande underarter:
- A. o. obtusifolia
- A. o. rioxana

## Bildgalleri

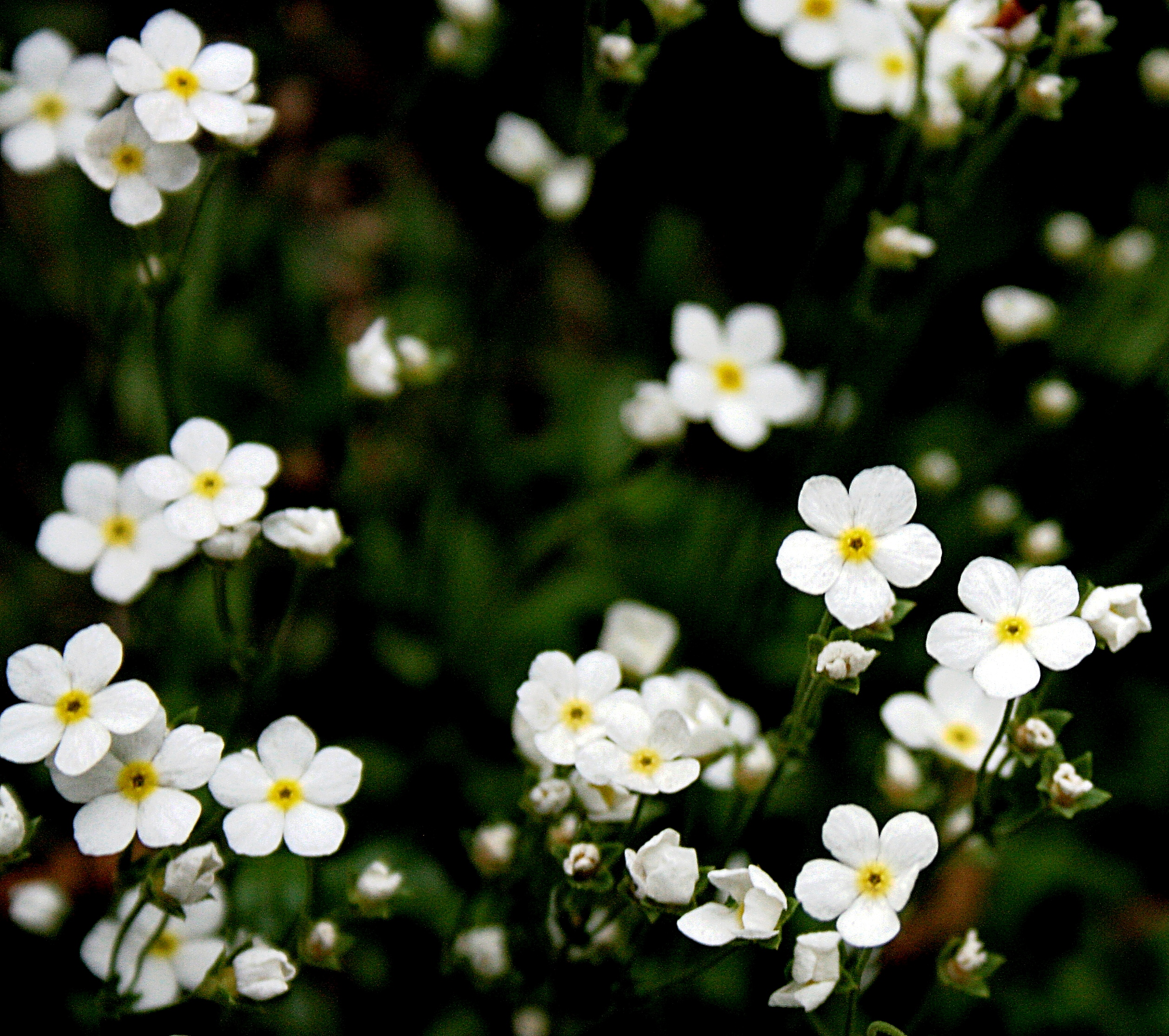
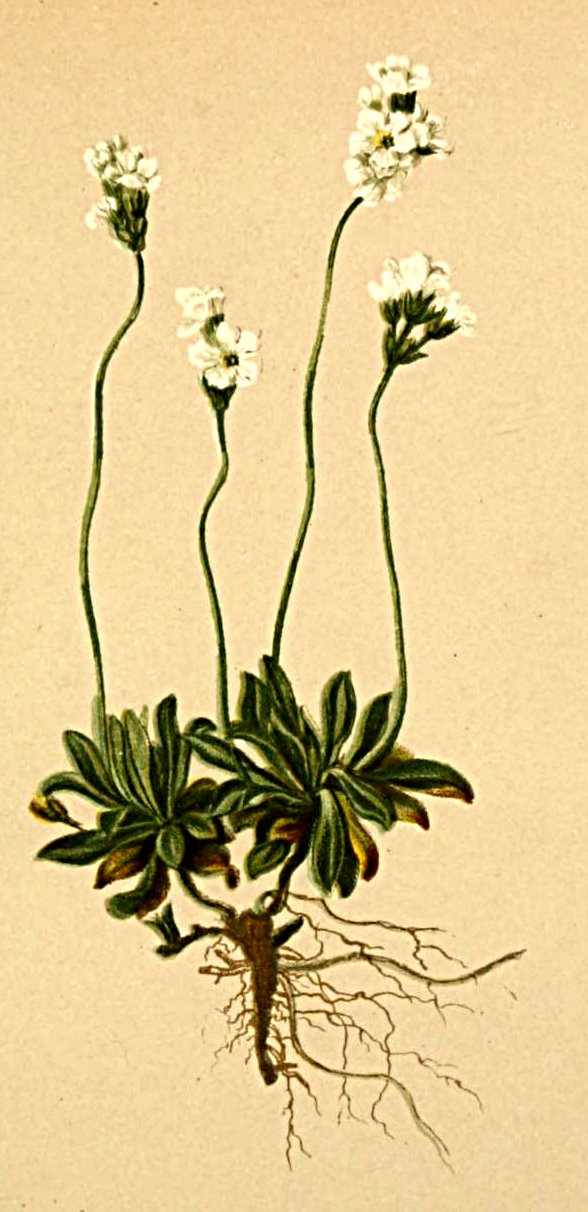
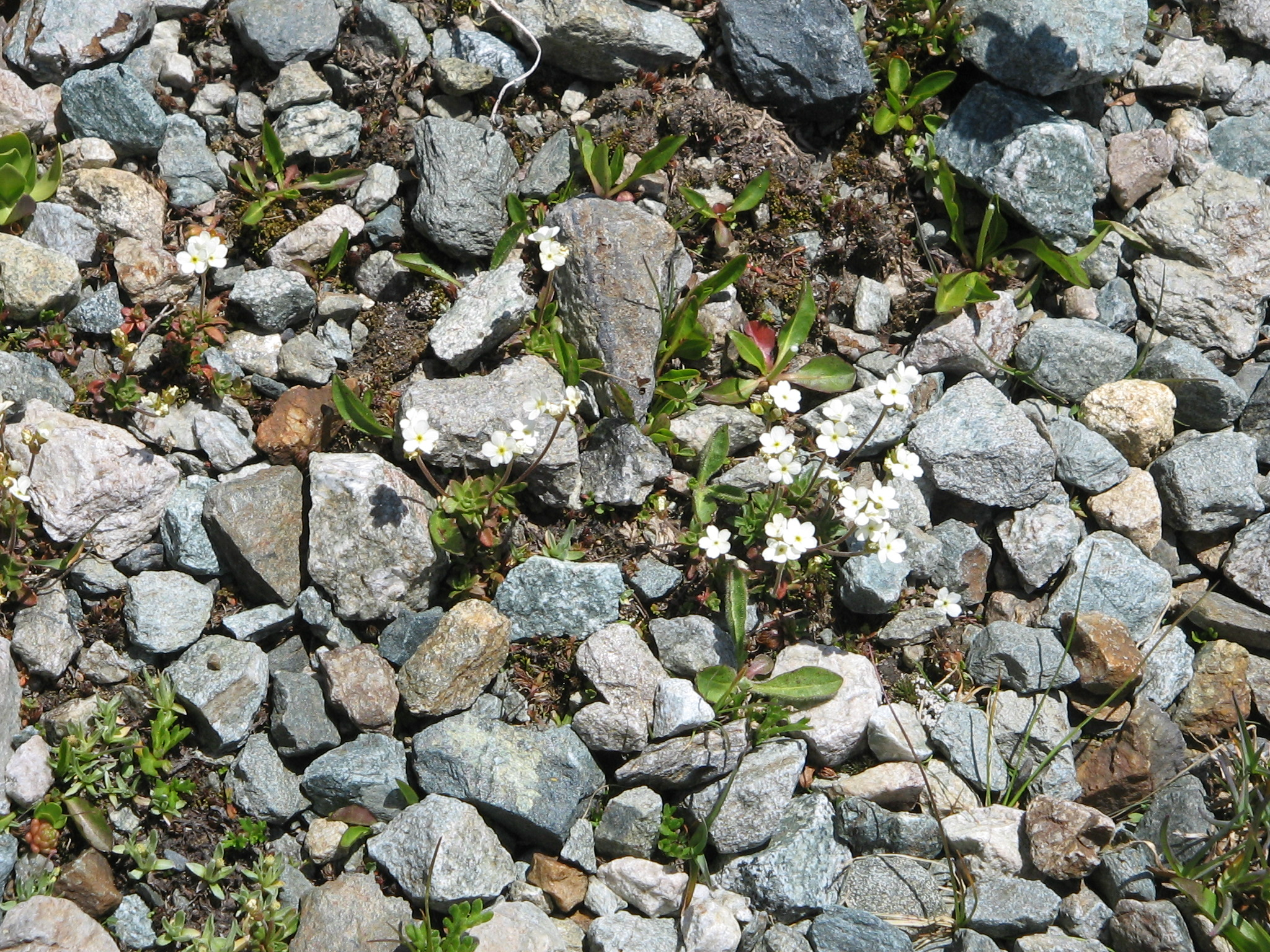
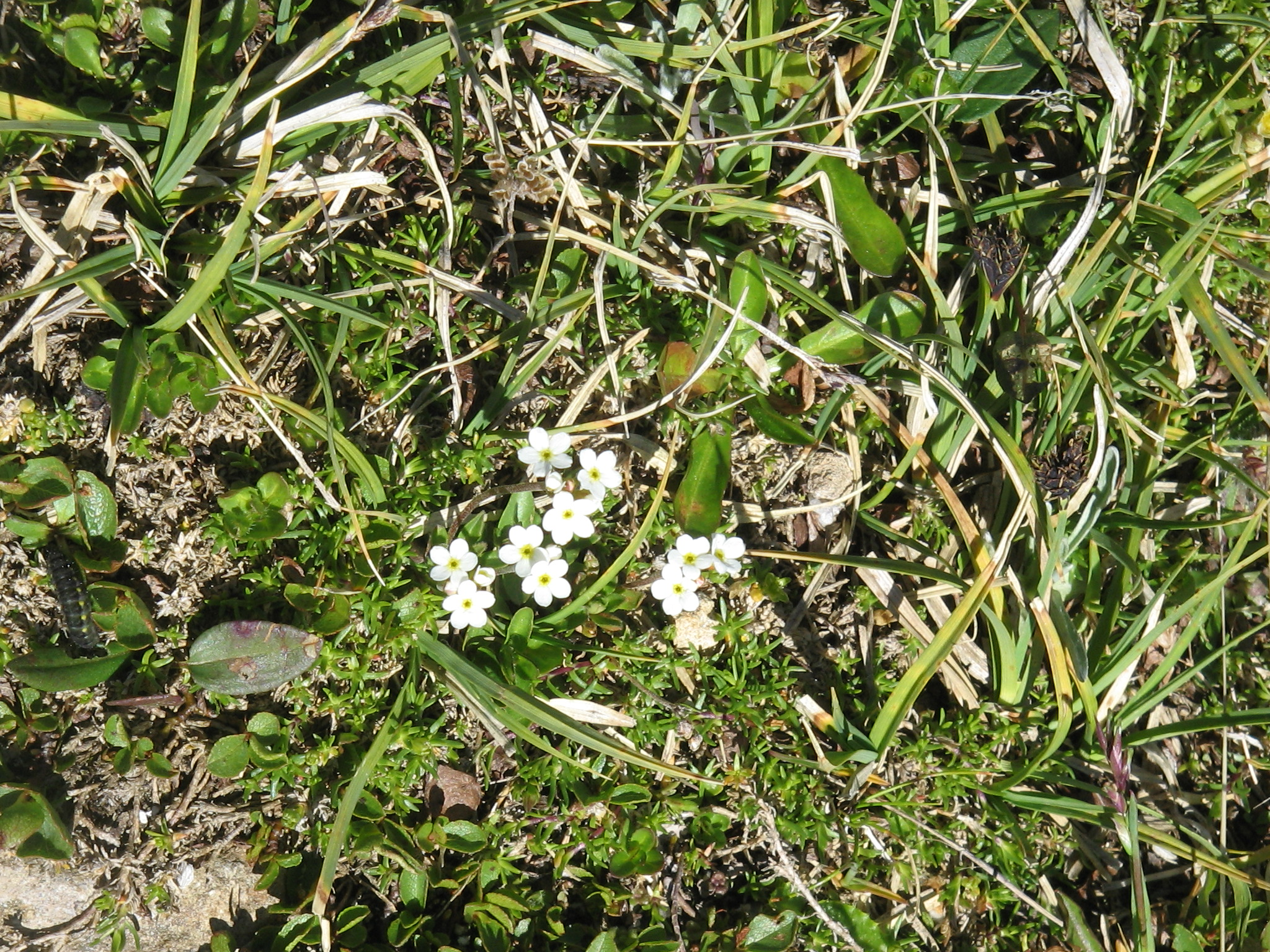
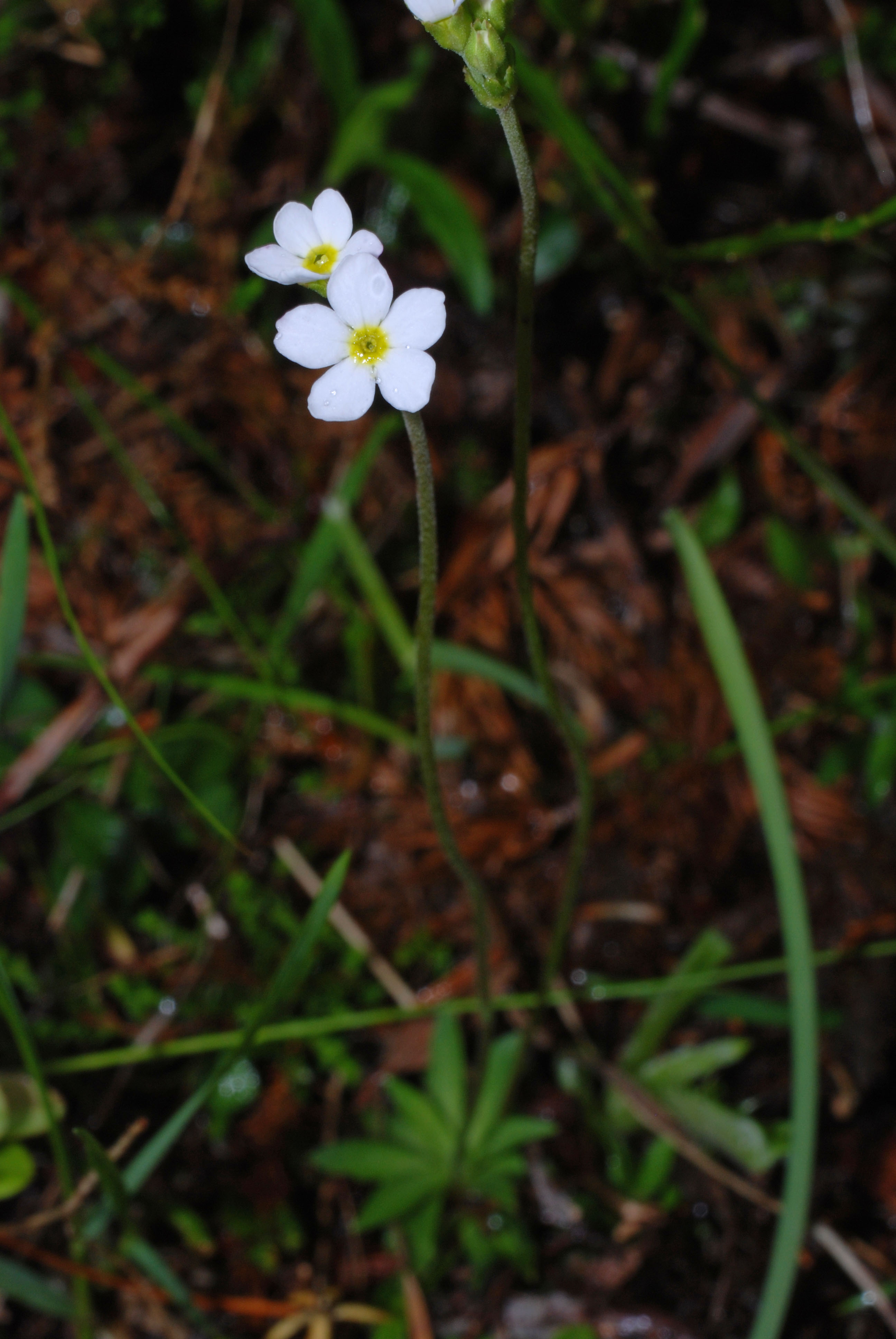